# 塔菲德爾瓦勒縣

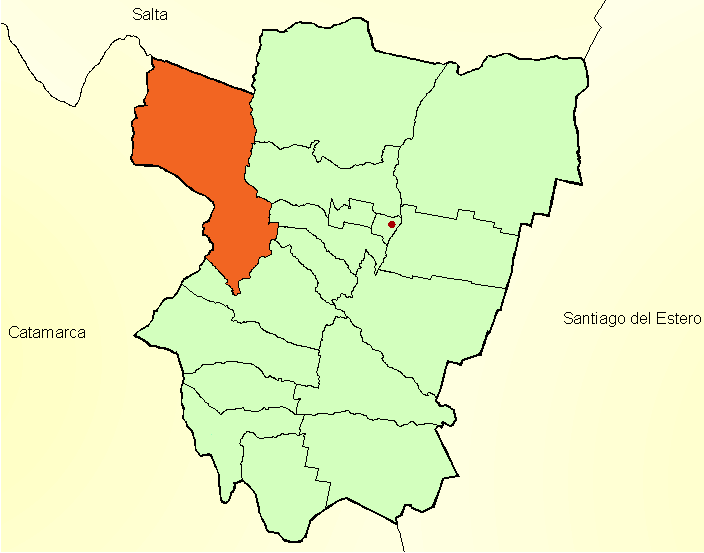

塔菲德爾瓦勒縣（西班牙語：Departamento Tafí del Valle），是阿根廷的縣份，位於該國西北部圖庫曼省，首府設於塔菲德爾瓦勒，面積2,741平方公里，2010年人口14,933，人口密度每平方公里5.45人。
26°50′47″S 65°42′32″W / 26.84639°S 65.70889°W